# Stanisław Dąbrowa
Stanisław Dąbrowa (ur. 23 marca 1960 w Żarnowcu) – polski samorządowiec i polityk, w latach 2007–2013 pierwszy wicewojewoda śląski, następnie do 2018 członek zarządu województwa śląskiego IV i V kadencji.

## Życiorys
Absolwent Akademii Rolniczej w Krakowie (1985), ukończył także studia podyplomowe z zakresu wyceny nieruchomości i zarządzania projektami Unii Europejskiej. Pracował w Ośrodku Doradztwa Rolniczego w Mikołowie, gdzie w latach 2002–2004 pełnił funkcję dyrektora. W 2005 został zatrudniony w Śląskim Ośrodku Doradztwa Rolniczego w Częstochowie. Wchodził w skład władz powiatowych i wojewódzkich izb rolniczych.
W pierwszej kadencji samorządu (1990–1994) był radnym i członkiem zarządu gminy Pilica. W połowie lat 90. wstąpił do Polskiego Stronnictwa Ludowego. Od 1998 do 2002 zasiadał w radzie powiatu zawierciańskiego. Mandat radnego ponownie uzyskał w 2006. Został prezesem zarządu wojewódzkiego PSL, a od 1 grudnia 2012 członkiem Naczelnego Komitetu Wykonawczego partii. Kilkakrotnie kandydował bez powodzenia z list tej partii w wyborach parlamentarnych, a także w 2014 w europarlamentarnych.
27 grudnia 2007 został powołany na stanowisko pierwszego wicewojewody śląskiego. 21 stycznia 2013 radni sejmiku śląskiego powołali go na członka zarządu województwa śląskiego w zarządzie kierowanym przez Mirosława Sekułę. W 2014 uzyskał mandat radnego sejmiku śląskiego V kadencji, 1 grudnia tegoż roku powołany na wicemarszałka w nowym zarządzie województwa na okres V kadencji. W 2018 został wybrany w skład rady powiatu zawierciańskiego. W styczniu 2020 odszedł z PSL, motywując to współpracą tej partii z ruchem Kukiz’15.